# Rama (19. Dynastie)

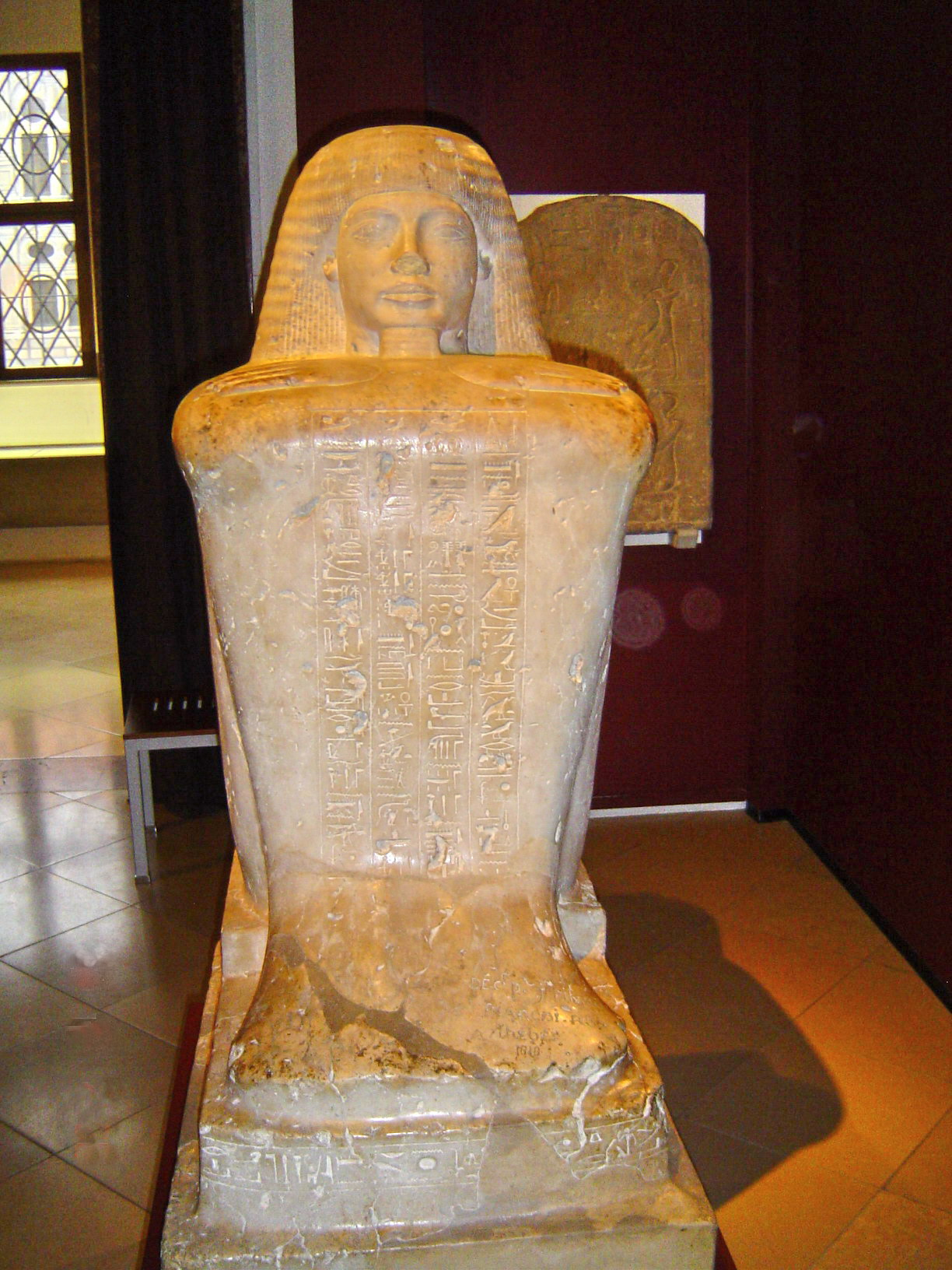
Würfelhocker des Bakenchensu im Staatlichen Museum Ägyptischer Kunst in München

Rama (auch Roma) war ein altägyptischer Priester („Zweiter Priester des Amun“), Bauleiter („Vorsteher der Arbeiten in Karnak“), leitender Künstler („Herr der Künstler“) und Umrisszeichner, der in der späten 18., frühen 19. Dynastie (1333–1279/78 v. Chr.) beziehungsweise der Regierungszeit des Pharaos Ramses II. (1279–1213 v. Chr.) in der Region Memphis tätig war.
Rama ist von seiner rechteckigen Grabstele aus grauem Granit bekannt, die im Fundament eines östlich von Kafr El-Gabal (Gizeh) gelegenen Tempels gefunden wurde, der Ramses II. zugeschrieben wird. Hier wurden in einem Versteck im Cachette-Hof (Versteck) im Norden des VII. Pylons des Tempel des Amun-Re von Karnak mehr als tausend in der Erde vergrabene Statuen gefunden. Auf der Stele werden neben Rama auch seine Brüder Hi und Amenophis sowie der Vater der drei, Chensu, genannt. Demnach stammte Rama aus einer Familie von Umrisszeichnern. Somit waren sie für die Vorzeichnungen für Reliefs und Statuen zuständig. Zudem wird Rama auf einer weiteren Kalkstein-Stele, der des Rai, erwähnt. Er hat sich demnach in noch bedeutendere Positionen als die eines Umrisszeichners hochgearbeitet und war am Bau des großen Amuntempels von Karnak beteiligt, wo später auch die Stele gefunden wurde. Verheiratet war er mit einer Sängerin des Amun, die ebenfalls Rama hieß. Ihr gemeinsamer Sohn Bakenchensu (Bekenchons) war ebenso wie dessen Sohn und damit Ramas Enkel Rama-Rai unter anderem Hohepriester des Amun im Tempel von Karnak.